# Liechtenstein aux Jeux olympiques d'hiver de 1948
Cet article contient des informations sur la participation et les résultats du Liechtenstein aux Jeux olympiques d'hiver de 1948 à Saint-Moritz en Suisse. Le Liechtenstein était représenté par 10 athlètes. La délégation liechtensteinoise n'a pas récolté de médaille.